# Mário Breška
Mário Breška (* 27. Dezember 1979 in Topoľčany, Tschechoslowakei) ist ein slowakischer Fußballspieler.

## Karriere
Der Offensiv-Allrounder begann seine Karriere bei seinem Heimatclub FK Matador Púchov, bevor er 2004 nach Griechenland zu Panionios Athen wechselte. Dort setzte sich Breška schnell als Stammspieler durch und konnte in 83 Spielen 11 Tore für den Hauptstadtclub erzielen. 2007 kehrte er in die Slowakei zum MŠK Žilina zurück, wo er in der Saison 2007/08 mit 14 Toren und 12 Vorlagen zum Topscorer der slowakischen Liga avancierte. Im Juni 2008 unterzeichnete er daraufhin einen Vertrag beim deutschen Zweitligisten 1. FC Nürnberg. Dort traf er in seinem ersten Testspiel gegen den TSV Mindelheim dreifach, darunter das 1:0 bereits in der zweiten Minute. In weiteren Testspielen wurde er auch als rechter Außenverteidiger eingesetzt. In den ersten Spielen der Saison stand er ebenfalls auf dieser Position in der Startelf, konnte in der Defensive aber letztlich nicht überzeugen. Im ersten Saisonspiel bereitete er das erste Tor durch Isaac Boakye vor. Im weiteren Verlauf der Hinrunde stand er nur noch selten in der Startelf und wurde meist als Offensivspieler eingewechselt. Deshalb folgte in der Winterpause die Leihe zum zyprischen Erstligisten Enosis Neon Paralimni. Nach Saisonende wurde er an den zyprischen Meister APOEL Nikosia abgegeben. Im Sommer 2010 wechselte er zum griechischen Erstligisten Olympiakos Volos.

## Titel / Erfolge
- Bundesliga-Aufstieg 2008/09 mit dem 1. FC Nürnberg (nur in der Hinrunde beim Verein)